# Коровашко, Алексей Валерьевич
Коровашко Алексей Валерьевич (род. 7 апреля 1970 г., город Горький, СССР) — литературный критик, литературовед, писатель, доктор филологических наук, профессор, заведующий кафедрой русской литературы Нижегородского государственного университета им. Лобачевского (ИФиЖ ННГУ).

## Биография
Родился 7 апреля 1970 года в г. Горьком в семье военнослужащего. Детство провел в ГДР, Заполярье (поселок Тикси) и Монголии.
В 1988—1990 годах служил в Советской армии.
В 1996 окончил филологический факультет Нижегородского государственного университета имени Н. И. Лобачевского.
Живёт в Нижнем Новгороде.

## Научная и преподавательская работа
С 1997 преподаёт на филологическом факультете ННГУ (ИФиЖ ННГУ) ряд дисциплин: «Теория литературы», «Культурология», «Текстология», «Биографика», «История литературоведения», «„Новый реализм“ в современной русской литературе», «Книговедение», «Библиография», «Лингвистика и поэтика» и другие. Области научных интересов — история русской литературы, фольклористика, теория литературы, культурная антропология, новейшая русская литература.
Заместитель директора ИФиЖ по науке, профессор, заведующий кафедрой русской литературы. Автор и ведущий нескольких видеокурсов по фольклористике.
В 2000 году защитил кандидатскую диссертацию на тему «Бахтин и формалисты в литературном процессе 1910-х гг.». 4 октября 2010 года защитил докторскую диссертацию на тему «Заговоры и заклинания в русской литературе XIX—XX веков».
Автор статей об истории русской литературы XIX—XX в., русском фольклоре, этнографии, теоретических проблемах литературоведения. В 1997 г. издал книгу «Нижегородские заговоры (в записях XIX—XX вв.)».

## Публицистика
Публиковался в «Литературной газете», «Литературной России», «Новой газете», журналах «Урал», «Сибирские огни», «Новый мир».

## Книги
- «Олег Куваев: повесть о нерегламентированном человеке» (в соавторстве с Василием Авченко) — АСТ, Редакция Елены Шубиной, 2019. — серия «Великие шестидесятники».
- «Михаил Бахтин» — издательство «Молодая гвардия», 2017. — серия «ЖЗЛ».
- «По следам Дерсу Узала. Тропами Уссурийского края» — «Вече», 2015. — 252, [1] с. — серия «Моя Сибирь».
- «Заговоры и заклинания в русской литературе XIX—XX веков» — издательство «Intrada», 2009.